# Matra-Simca MS670
El Matra-Simca MS670 es un automóvil de carreras del grupo 5 producido por el fabricante francés Matra de 1972 a 1974. Logró tres victorias en las ediciones 1972, 1973 y 1974 de las 24 Horas de Le Mans.

## Resultados
| Año  | Equipo                   | Clase   | Pilotos               | 1   | 2      | 3   | 4   | 5      | 6   | 7   | 8   | 9   | 10  | 11  | Puntos | Pos. |
| ---- | ------------------------ | ------- | --------------------- | --- | ------ | --- | --- | ------ | --- | --- | --- | --- | --- | --- | ------ | ---- |
| 1972 | Equipe Matra-Simca Shell | Grupo 5 |                       | BAI | DAY    | SEB | BRH | MZA    | SPA | TGA | NÜR | LMS | ORC | WGN | 20     | 7.º  |
| 1972 | Equipe Matra-Simca Shell | Grupo 5 | Graham Hill           |     |        |     |     |        |     |     |     | 1   |     |     | 20     | 7.º  |
| 1972 | Equipe Matra-Simca Shell | Grupo 5 | Henri Pescarolo       |     |        |     |     |        |     |     |     | 1   |     |     | 20     | 7.º  |
| 1972 | Equipe Matra-Simca Shell | Grupo 5 | François Cevert       |     |        |     |     |        |     |     |     | 2   |     |     | 20     | 7.º  |
| 1972 | Equipe Matra-Simca Shell | Grupo 5 | Howden Ganley         |     |        |     |     |        |     |     |     | 2   |     |     | 20     | 7.º  |
| 1972 | Equipe Matra-Simca Shell | Grupo 5 | Jean-Pierre Jabouille |     |        |     |     |        |     |     |     | 55  |     |     | 20     | 7.º  |
| 1972 | Equipe Matra-Simca Shell | Grupo 5 | David Hobbs           |     |        |     |     |        |     |     |     | 55  |     |     | 20     | 7.º  |
| 1973 | Equipe Matra-Simca Shell | Grupo 5 |                       | DAY | VAL    | DIJ | MZA | SPA    | TGA | NÜR | LMS | ORC | WGN |     | 124    | 1.º  |
| 1973 | Equipe Matra-Simca Shell | Grupo 5 | François Cevert       | 27  | 1 / 15 | 3   | 11  |        |     | 26  | 39  | 2   | 16  |     | 124    | 1.º  |
| 1973 | Equipe Matra-Simca Shell | Grupo 5 | Jean-Pierre Beltoise  | 27  | 15     | 3   | 11  |        |     | 26  | 39  | 2   | 16  |     | 124    | 1.º  |
| 1973 | Equipe Matra-Simca Shell | Grupo 5 | Henri Pescarolo       | 27  | 1      | 1   | 3   | 3 / 17 |     | 47  | 1   | 1   | 1   |     | 124    | 1.º  |
| 1973 | Equipe Matra-Simca Shell | Grupo 5 | Gérard Larrousse      |     | 1      | 1   | 3   | 3      |     | 47  | 1   | 1   | 1   |     | 124    | 1.º  |
| 1973 | Equipe Matra-Simca Shell | Grupo 5 | Chris Amon            |     |        |     |     | 3 / 17 |     |     |     |     |     |     | 124    | 1.º  |
| 1973 | Equipe Matra-Simca Shell | Grupo 5 | Graham Hill           |     |        |     |     | 17     |     |     |     |     |     |     | 124    | 1.º  |
| 1973 | Equipe Matra-Simca Shell | Grupo 5 | Jean-Pierre Jabouille |     |        |     |     |        |     |     | 3   |     |     |     | 124    | 1.º  |
| 1973 | Equipe Matra-Simca Shell | Grupo 5 | Jean-Pierre Jaussaud  |     |        |     |     |        |     |     | 3   |     |     |     | 124    | 1.º  |
| 1973 | Equipe Matra-Simca Shell | Grupo 5 | Patrick Depailler     |     |        |     |     |        |     |     | 46  |     |     |     | 124    | 1.º  |
| 1973 | Equipe Matra-Simca Shell | Grupo 5 | Bob Wollek            |     |        |     |     |        |     |     | 46  |     |     |     | 124    | 1.º  |
| 1974 | Équipe Gitanes           | Grupo 5 |                       | MZA | SPA    | NÜR | IMO | LMS    | ORC | WGN | RIC | BRH | KYA |     | 140    | 1.º  |
| 1974 | Équipe Gitanes           | Grupo 5 | Jean-Pierre Beltoise  | 26  |        | 1   | 4   |        | 3   | 1   | 1   | 1   | 2   |     | 140    | 1.º  |
| 1974 | Équipe Gitanes           | Grupo 5 | Jean-Pierre Jarier    | 26  | 1      | 1   | 4   |        | 3   | 1   | 1   | 1   | 2   |     | 140    | 1.º  |
| 1974 | Équipe Gitanes           | Grupo 5 | Jacky Ickx            |     | 1      |     |     |        |     |     |     |     |     |     | 140    | 1.º  |
| 1974 | Équipe Gitanes           | Grupo 5 | Henri Pescarolo       | 39  | 25     | 5   | 1   | 1      | 1   | 15  | 2   | 2   | 1   |     | 140    | 1.º  |
| 1974 | Équipe Gitanes           | Grupo 5 | Gérard Larrousse      | 39  | 25     | 5   | 1   | 1      | 1   | 15  | 2   | 2   | 1   |     | 140    | 1.º  |
| 1974 | Équipe Gitanes           | Grupo 5 | Jean-Pierre Jabouille |     |        |     |     | 3      |     |     |     |     |     |     | 140    | 1.º  |
| 1974 | Équipe Gitanes           | Grupo 5 | François Migault      |     |        |     |     | 3      |     |     |     |     |     |     | 140    | 1.º  |
| 1974 | Équipe Gitanes           | Grupo 5 | Jean-Pierre Jaussaud  |     |        |     |     | 34     |     |     |     |     |     |     | 140    | 1.º  |
| 1974 | Équipe Gitanes           | Grupo 5 | José Dolhem           |     |        |     |     | 34     |     |     |     |     |     |     | 140    | 1.º  |
| 1974 | Équipe Gitanes           | Grupo 5 | Bob Wollek            |     |        |     |     | 34     |     |     |     |     |     |     | 140    | 1.º  |